# Marisa Papen
Pour les articles homonymes, voir Papen et Papen (homonymie).
Marisa Papen, née le 30 avril 1992 dans la province de Limbourg (Belgique), est un mannequin et naturiste belge, connue pour poser nue dans des lieux non conventionnels et controversés,.

## Biographie
Marisa Papen naît dans le Limbourg belge. Après le lycée, elle étudie le marketing. En 2015, elle commence à travailler comme mannequin et est photographiée pour Playboy en Allemagne (2017), au Mexique (2019, avec Ana Dias) et au Portugal (2016). En 2016, elle publie un calendrier dans lequel elle aborde le problème du plastique dans l'océan. Un an plus tard, Papen fait la une des journaux du monde entier lorsqu'elle est photographiée nue dans des temples égyptiens,. Pour cette raison, elle est arrêtée pour avoir pris des photos nue, ce qui entraîne un casier judiciaire en Égypte. Le photographe supprime les photos avant l'arrestation et ils sont donc libérés. En 2018, elle pose nue pour des photographies au Vatican et à Jérusalem,. En 2022, Playboy, pour fêter le jubilé du magazine, publie une photo des organes génitaux du modèle en première page de couverture.